# Mironcillo
Mironcillo es un municipio y localidad española de la provincia de Ávila, en la comunidad autónoma de Castilla y León. Parte de su territorio municipal está incluido en el espacio natural de las Sierras de la Paramera y Serrota. Cuenta con una población de 112 habitantes (INE 2024)

## Geografía

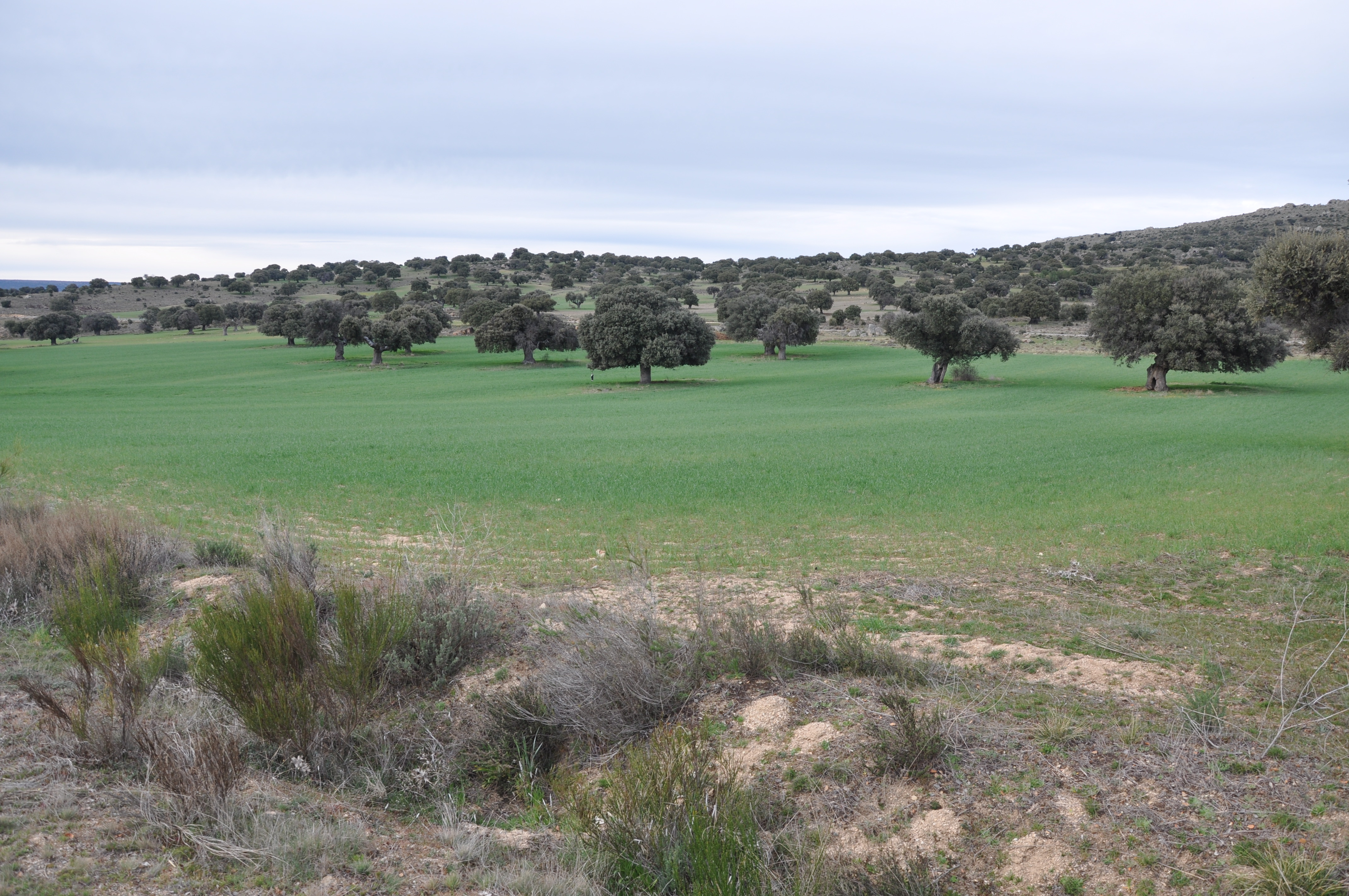
Encinas en la sierra de las Yemas

La localidad está situada a una altitud de 1122 m sobre el nivel del mar. El municipio está situado junto a la sierra de la Paramera y es bañado por el río de la Garganta, que nace en la sierra de la Paramera, cerca del pico Zapatero (2146 m) y recorre el término de sur a norte hasta encontrarse con el río Adaja, en pleno valle de Amblés.
La zona sur o zona de la sierra es un terreno escarpado, lleno de piedras sin apenas lugares para la siembra. En esta zona se encuentra el castillo de Aunqueospese a 1360 m de altura. En la zona norte, podemos ver un encinar en el monte (la sierra de las Yemas), que separa visualmente Mironcillo y Ávila. En la zona baja es donde se encuentra los terrenos más llanos, donde está ubicada la Dehesa de Riofortes. Su distancia a la capital provincial es de 20 km.
| Noroeste: Niharra | Norte: Sotalbo | Noreste: Gemuño  |
| Oeste: Sotalbo    |                | Este: Riofrío    |
| Suroeste: Sotalbo | Sur: Sotalbo   | Sureste: Riofrío |

## Historia
Históricamente, hay constancia de la existencia de Mironcillo desde 1414. Su nombre es debido a sus repobladores, de origen gallego y asturiano.
Hacia mediados del siglo XIX, el lugar tenía contabilizada una población de 96 habitantes. La localidad aparece descrita en el decimoprimer volumen del Diccionario geográfico-estadístico-histórico de España y sus posesiones de Ultramar de Pascual Madoz de la siguiente manera:

MIRONCILLO: l. con ayunt. de la prov., part. jud. y dióc. de Avila (2 leg.), aud. terr. de Madrid (18), c. g. de Caslilla la Vieja (Valladolid 24). sit. en una pequeña hondonada; le combaten todos los vientos, y su clima es mediano: tiene de 35 á 40 casas de inferior construccion; la de ayunt. y una igl. parr. (San Sebastian) aneja de la de Sotalvo, cuyo párroco la sirve; el cementerio esta en parage que no ofende la salud pública; confina el térm. con el de Cabañas y Sotalvo y comprende 1,154 fan. 604 de tierra cultivada y 460 de incultas, algunos prados con regulares pastos y varios árboles frutales: el terreno es de 2.ª y 3.ª calidad. caminos: los que dirigen á los pueblos limítrofes en mal estado: el correo se recibe en la cab. del part. prod.: trigo, centeno, algarrobas, lino, patatas, hortaliza y frutas, mantiene ganado lanar y vacuno, y cria alguna caza menor: ind. la agrícola, el comercio está reducido á la esportacion de los frutos sobrantes, para los mercados de Avila, é importacion de los artículos de que se carece. pobl.: 34 vec., 96 alm. cap. prod. 359,800 rs. imp. 14,392. ind. y fabr. 3,500. contr. 2,871.
(Madoz, 1848, p. 440)

## Demografía
Mironcillo cuenta con una población de 112 habitantes (INE 2024).
| Gráfica de evolución demográfica de Mironcillo entre 1842 y 2021                                                      |
| |
| Población de derecho según los censos de población del INE. Población de hecho según los censos de población del INE. |

## Patrimonio

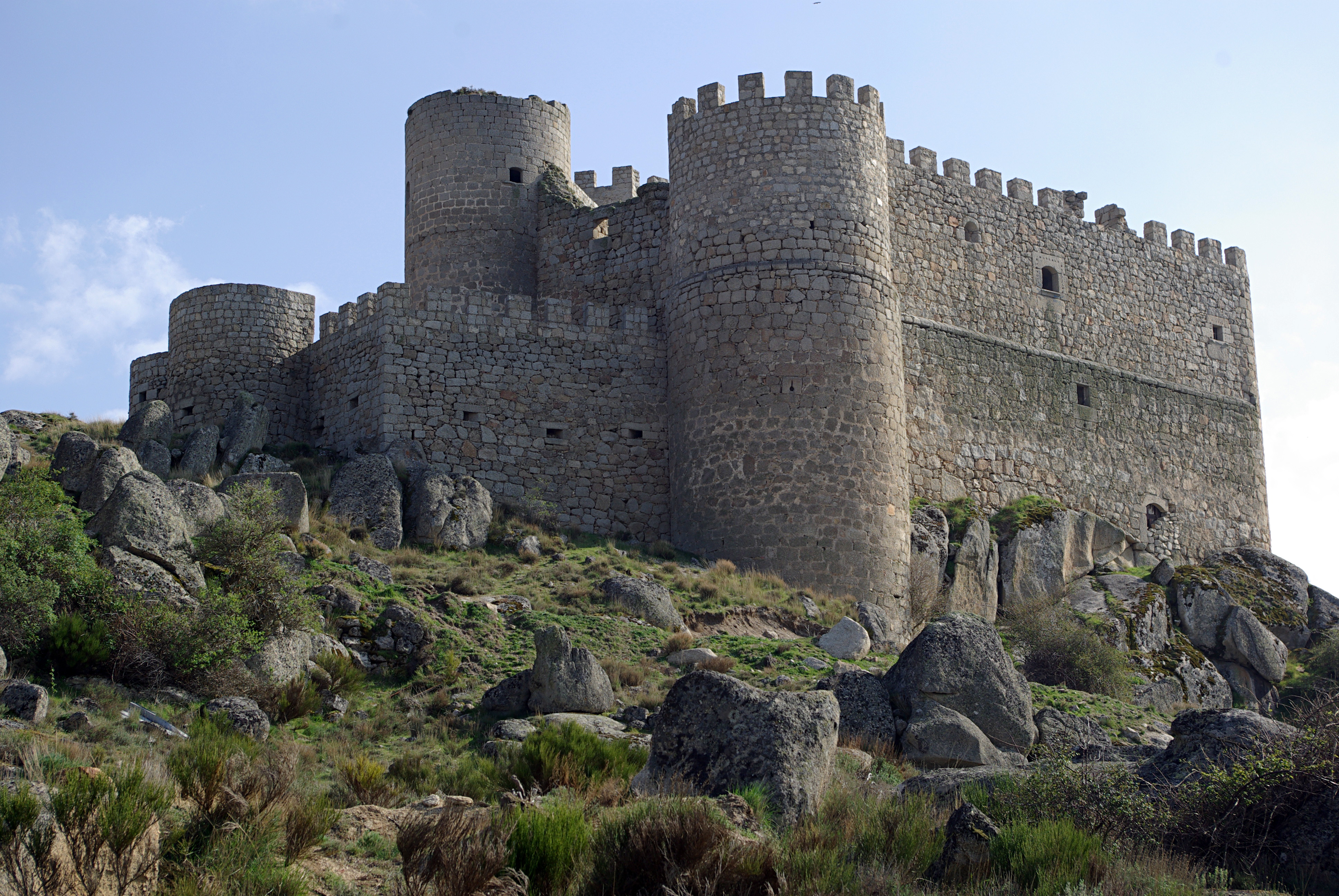
Castillo de Aunqueospese

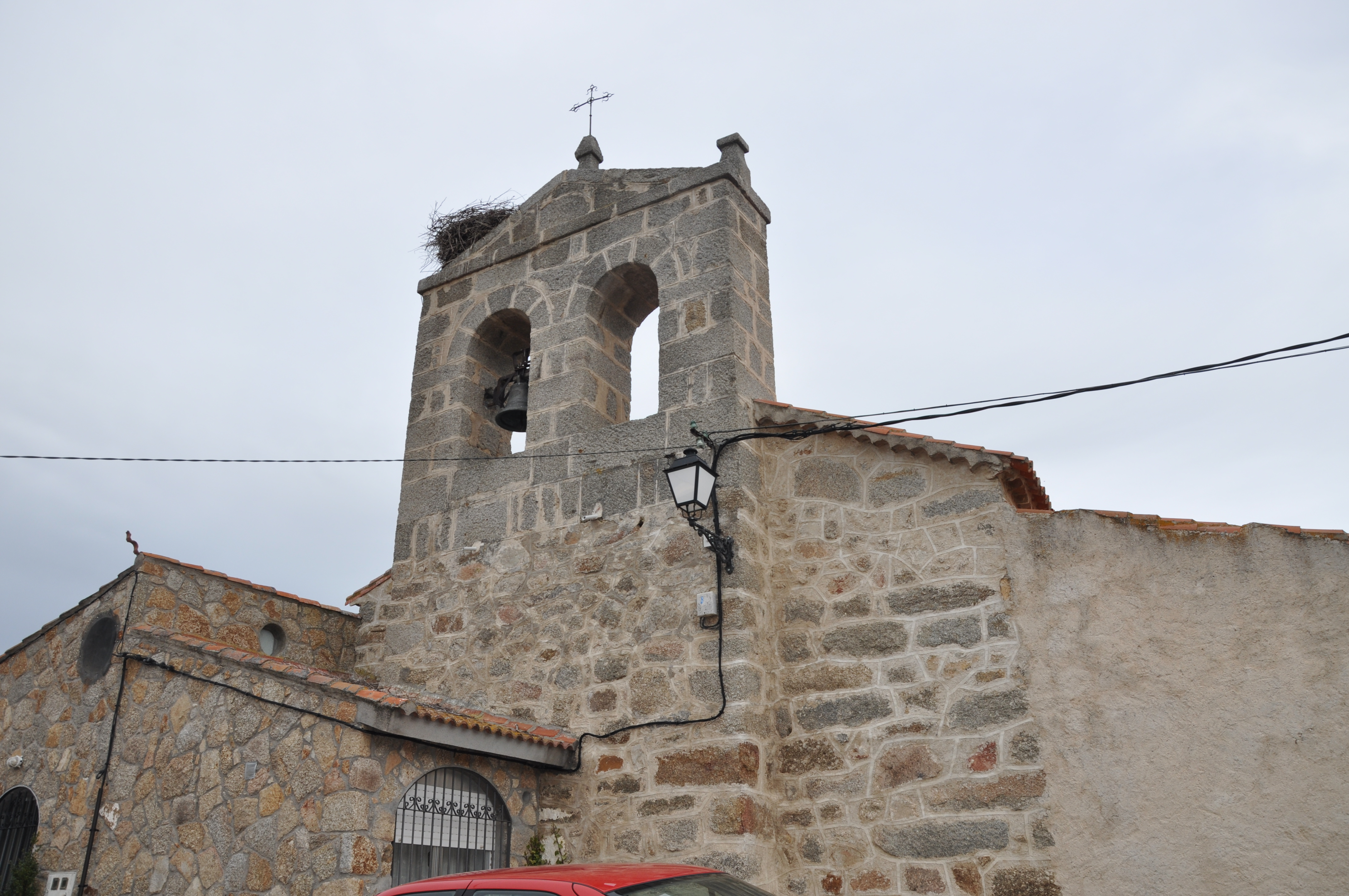
Iglesia de Mironcillo

En el municipio se encuentra el castillo de Aunqueospese. Además en la localidad hay una iglesia bajo la advocación de San Sebastián.

## Fiestas
El patrón del pueblo es San Sebastián, cuya festividad es el 20 de enero.